# Kalaoa
Kalaoa  (6 794 habitants en 2000) est une census-designated place, une ville américaine de la côte occidentale dans le comté d'Hawaï dans le district de Kona Nord, sur l'île d'Hawaï. Elle abrite l'aéroport international de Kona.

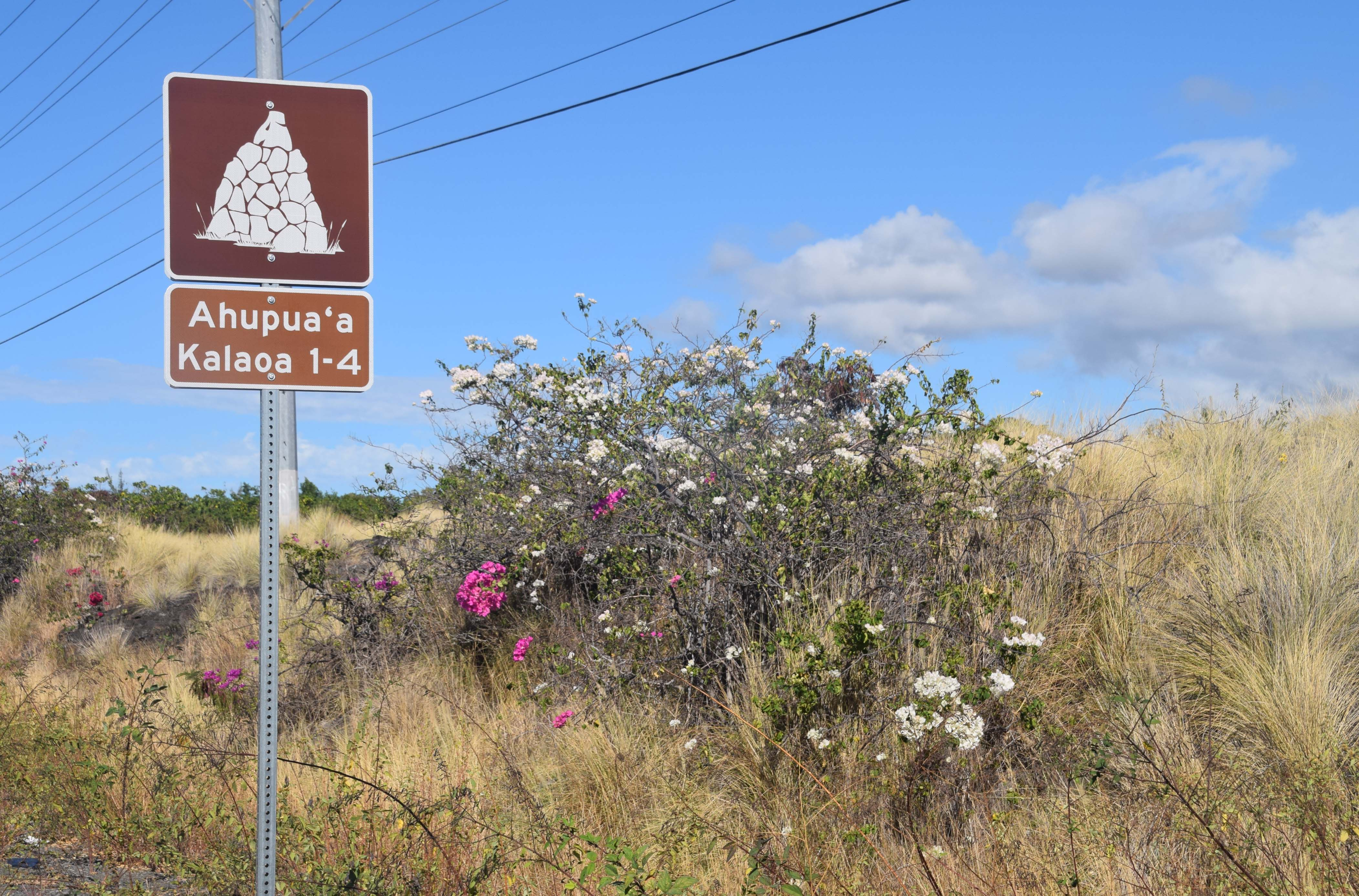
Un panneau routier Kalaoa sur Hawaii Route 19, district de Kona, Hawaï, entre le marqueur de 93 milles et la promenade Kaiminani

## Démographie
| 1990  | 2000  | 2010  | - | - | - |
| ----- | ----- | ----- | - | - | - |
| 4 490 | 6 794 | 9 644 | - | - | - |